# ألفرد باير
ألفرد باير (بالألمانية: Alfred Bayer)‏ هو سياسي ألماني، ولد في 8 مارس 1933 بميونخ في ألمانيا. حزبياً، نشط في الاتحاد الاجتماعي المسيحي.

## روابط خارجية
- ألفرد باير على موقع مونزينجر (الألمانية)